# Batalla de Glenmalure
La Batalla de Glenmalure (en irlandés: Cath Ghleann Molúra) tuvo lugar en Irlanda el 25 de agosto de 1580 durante las rebeliones de Desmond. Una fuerza católica irlandesa formada por los clanes gaélicos de los montes Wicklow dirigida por Fiach MacHugh O'Byrne y James Eustace, Vizconde Baltinglass de la Empalizada, derrotaron a un ejército inglés mandado por Arthur Grey, Barón Grey de Wilton, en la fortaleza de O'Byrne en Glenmalure.

## Contexto
Grey acababa de desembarcar en Irlanda con refuerzos de Inglaterra para someter la rebelión. Su estrategia era enfrentarse a O'Byrne, que amenazaba el corazón inglés en Dublín y la Empalizada atacando desde las tierras altas al del sur de la ciudad. Contra el consejo de los comandantes veteranos, decidió dirigir su ejército (alrededor de 3.000 hombres) a través de Kildare y por las montañas Wicklow, con el objetivo de tomar Balinacor en el valle de Glenmalure.

## Batalla
Mientras intentaban subir las pendientes empinadas del valle, los soldados ingleses novatos fueron emboscados por los irlandeses, que se habían escondido en el bosque. Los ingleses fueron atacados durante largo rato hasta que la disciplina se derrumbó y huyeron valle abajo. Fue entonces donde se produjo el mayor número de bajas, ya que los irlandeses abandonaron sus puestos y cayeron sobre los ingleses con espadas, lanzas y hachas. Centenares de soldados ingleses fueron alcanzados por los irlandeses mientras intentaban huir. Los restantes ingleses tuvieron que luchar hasta reagruparse durante varias millas hasta que alcanzaron la ciudad de Rathdrum.

## Consecuencias
Las fuentes irlandesas afirman que alrededor de 800 soldados ingleses resultaron muertos, aunque los ingleses cifran sus pérdidas en 360 muertos. Entre los caídos estaba Peter Carew, primo de su tocayo colonizado que había presentado reclamaciones y obtenido grandes cantidades de tierra en el sur de Irlanda. El resto de la fuerza inglesa retrocedió a las tierras bajas de Wicklow y de allí a Dublín. No obstante, el año siguiente, cuando se ofrecieron condiciones, la mayoría de los soldados irlandeses, incluyendo O'Byrne, se riendieron. La excepción fue Baltinglass, que huyó a Francia.
La batalla es conmemorada en la canción "Follow me to Carlow".